# William Hunter (botaniste)
Pour les articles homonymes, voir Hunter et William Hunter.
William Hunter est un botaniste écossais, né en 1755 à Montrose, Angus et mort le décembre 1812 à Batavia.

## Biographie
Il obtient son Master of Arts à Aberdeen en 1777 et son Medical Doctorat en 1808. Il est chirurgien de marine en Asie depuis 1781. En juillet 1782, il fait naufrage avec le Success et trouve refuge sur les côtes de Birmanie. Il en tirera un récit de voyage publié en 1784.
En 1792-1793, il retourne en Birmanie puis dirige le service médical de Java (1811). Élu secrétaire de la Société asiatique du Bengale, il meurt en décembre 1812 à Java.
Ses collections et ses manuscrits sont conservés au Natural History Museum de Londres. William Roxburgh (1759-1815) lui dédie en 1814 le genre Hunteria de la famille des Apocynaceae.

## Œuvre
- Description du Pegu et de l'île de Ceylan, publié en 2010